# Мельничук, Иван Васильевич
Ива́н Васи́льевич Мельничу́к (19 августа 1937 года — 28 июня 2008 года) — советский и украинский палеогеограф, геоморфолог, доктор географических наук, профессор Киевского национального университета имени Тараса Шевченко.

## Биография
Родился 19 августа 1937 года в с. Залуч Коломыйского района Ивано-Франковской обл. Окончил в 1961 году географический факультет Черновицкого государственного университета. Учился в аспирантуре с 1965 год. В 1971—1991 годах — младший научный сотрудник, учёный секретарь Отделения географии Института геологических наук АН УССР. Кандидатская диссертация «Фауна моллюсков антропогенных отложений Левобережья Среднего Приднепровья» защищена в 1969 году, докторская диссертация «Реконструкция плейстоценовых ландшафтов и климата бассейнов Днепра, Днестра и Дуная» защищена в 1994 году.
С 1991 года в Киевском университете работал доцентом, в 1994—2002 годах заведующий кафедрой геоморфологии и палеогеографии, в 2002—2004 годах профессор. Читал курсы: «Палеогеография», «Основы фациального анализа», «Дистанционные методы», «Основы организации научных исследований», «Геология и геоморфология».
Вице-президент Украинского географического общества (2000—2004).

## Научная деятельность
Исследовал четвертичные отложения Украины, проводил реконструкцию палеоландшафтов и климата плейстоцен, занимался межрегиональной корреляцией четвертичных отложений Европы. Соавтор Стратиграфической схемы антропогена Украины, которая используется при крупномасштабном геолого-геоморфологической и инженерно-геологической съемке для строительства, мелиорации и поисков полезных ископаемых.

## Награды
Награждён медалью «За освоение целинных и залежных земель» в 1956 году.

## Основные работы
Автор более 150 научных публикаций, в том числе 6 монографий
- Развитие антропогенных ландшафтов и климата стран Центральной и Юго-Восточной Европы. — К., 1995.
- Некоторые теоретические вопросы развития ландшафтов Украины в антропогене. — К., 1995.
- К прогнозу развития ландшафтов на ближайшую и отдаленную перспективы. — К., 1999.
- Изменения климата в антропогене. — К., 2002.
- Палеоландшафты Украины в антропогене. — К., 2004.